# Krzysztof Łasko
Krzysztof Łasko herbu własnego – stolnik kijowski w latach 1684–1699, rotmistrz królewski, starosta dymirski.
W 1683 roku był dowódcą chorągwi husarskiej koronnej podskarbiego wielkiego koronnego Jana Andrzeja Morsztyna i chorągwi husarskiej koronnej kanclerza wielkiego koronnego Jana Wielopolskiego. W czasie wyprawy bukowińskiej, w 1685 roku dowodził chorągwią husarską Marcjana Ogińskiego, kanclerza wielkiego litewskiego, porucznik husarii armii koronnej w wyprawie mołdawskiej 1686 roku.